# Caso di Sciacca
Con Caso di Sciacca si intende una contesa tra due potenti famiglie nobili siciliane del tardo medioevo, 
i Perollo e i de Luna d'Aragona, durata dal 1455 al 1529.

## Il primo caso di Sciacca

### L'antefatto
Il re Martino I di Sicilia, figlio di Maria de Luna, stabilì di dare in moglie allo zio conte Artale Luna la figlia di Nicolò Peralta, Margherita Peralta, malgrado l'amore della giovane per il coetaneo Giovanni Perollo. Le nozze vennero celebrate nel 1400 alla presenza del re. La guerra civile che si scatenò a Sciacca ebbe origine dalle controversie sorte tra la famiglia dei Perollo, d'origine normanna, e quella dei Luna, d'origine aragonese, durante il regno di Alfonso V in Sicilia. 
Dopo le suddette nozze, la famiglia Perollo non sopportò la prepotenza del sovrano, e sviluppò un odio viscerale verso la nobiltà catalana e straniera, alla quale il Luna apparteneva. A questo odio dei Perollo s'aggiunse quello di Bernardo Cabrera, conte di Modica, che avrebbe pure preteso di fare sposare Margherita al figlio, in modo da poter ampliare ulteriormente il suo controllo territoriale. 
Deceduti Martino il Giovane e il padre Martino il Vecchio, in Sicilia gli abitanti aspiravano ad avere un loro re. Si erano intanto formate tre fazioni: una catalana, capeggiata da Bernardo Cabrera, un'altra con a capo la regina Bianca, moglie di Martino il Giovane (da questi sposata dopo la morte di Maria), ed una terza afferente alla nobiltà siciliana, cui aderivano molti comuni che si erano ribellati alla regina. Il conte Luna seguiva la fazione di Cabrera, ma gli abitanti di Sciacca rimasero fedeli alla regina.
Nel 1411, Cabrera occupò la città, ma non il Castello Vecchio, difeso ad oltranza da Pietro Garro. Un intervento della regina liberò il castello e la città. Nel 1416 il prestigio della famiglia Peralta passò ad Antonio, il figlio del Luna, che ebbe dal re Alfonso la concessione della castellania di Sciacca. Dava cioè il massimo onore oltre al diritto di dimora nel Castello Vecchio.
Durante il periodo in cui regnò Alfonso V d'Aragona, ancora una volta le rivalità tra le famiglie Luna e Perollo turbarono la prosperità di Sciacca. Tale rivalità, estesasi alla popolazione, culminò nella lite che i Luna e i Perollo ebbero per la rivendicazione della Baronia di San Bartolomeo.

### Ilcasus belli
Nel 1448 l'intervento del viceré faceva concordare una pace tra le famiglie Luna e Perollo, ma non passò molto tempo che essa fu violata. L'occasione si ebbe il 6 aprile 1455, quando Antonio de Luna stava partecipando alla processione della Santa Spina di Cristo. Giunto dinanzi al palazzo dei Perollo, il Luna insultò il rivale pubblicamente, forse convinto, vedendo le finestre chiuse, che nessuno potesse sentirlo: ma le imposte s'aprirono improvvisamente e Pietro Perollo, barone di Pandolfina, raggiunse il corteo ferendo il rivale.
Gli uomini del Perollo incendiarono le case dei Luna, portarono lo scompiglio tra i fedeli e si rifugiarono nel castello di Geraci. Il viceré inviò a Sciacca il luogotenente del Maestro Giustiziere, Giacomo Costanzo, per istruire un processo e punire i colpevoli.
Ritornato da Caltabellotta, Antonio Luna scatenò la sua vendetta, facendo assassinare familiari e parenti dei Perollo, e distruggendo le loro case. La città subì gravi danni. Il re Giovanni II, succeduto ad Alfonso V, per evitare nuove sciagure alla città, esiliò i Luna e i Perollo dal regno e confiscò tutti i loro beni. Con Ferdinando V di Castiglia Giacomo Perollo diveniva potente signore e otteneva la carica d'amministrare la giustizia e le attività del comune. Diveniva anche deputato al Parlamento.

## Il secondo caso di Sciacca

### La liberazione del barone di Solunto
Gli odi tra le due famiglie non si erano sopiti, e quando vennero uccisi sette componenti della banda di Marco Lucchesi, accanito nemico del Perollo, riesplosero le rivalità.
Nel 1529, giungeva a Sciacca una squadra di galere barbaresche, al comando del corsaro Sinan Bassà, detto "il Giudeo", il quale si presentò innalzando il segnale che indicava la presenza a bordo di un prigioniero di riguardo da riscattare, il barone di Solunto. Sigismondo de Luna Moncada, figlio di Gian Vincenzo, conte di Caltabellotta, offrì per il riscatto una forte somma d'oro, che venne rifiutata. Giacomo Perollo, portolano di Sciacca, si recò invece in visita sulla galea corsara, facendosi precedere da ricchi doni e comportandosi forse con maggiore diplomazia, e ottenne la liberazione senza riscatto del barone e di altri dieci schiavi, e la promessa del corsaro di non compiere altre incursioni contro la città.

### L'assedio al castello dei Perollo
In seguito allo smacco subito e alla popolarità del rivale, il conte mise insieme un esercito d'un migliaio di uomini, cinse d'assedio ed entrò nel Castello Vecchio, dove Giacomo Perollo si barricò. Dopo aver trucidato altri membri della famiglia rivale, il conte assediò la rocca, nonostante le truppe inviate in aiuto del Perollo dal viceré Ettore Pignatelli. Il castello fu conquistato; le donne della famiglia Perollo che vi si erano rifugiate furono risparmiate da ogni oltraggio e scortate in un monastero, ma i difensori furono tutti uccisi. Giacomo Perollo, fuggito per un passaggio segreto, si era nascosto nella casa di un suo fedele, ma il suo nascondiglio fu rivelato da un traditore. Fu ucciso dagli uomini del conte e il suo cadavere venne trascinato per le vie della città.

### Fuga e morte di Sigismondo
In seguito all'attacco del castello, i parenti del Perollo ottennero un decreto, con il quale il Luna veniva condannato a morte e i suoi beni confiscati. Sigismondo fu dichiarato fellone e reo di lesa maestà, e il suo castello fu assalito dalle truppe regie, che ne trucidarono i difensori. Il conte tuttavia riuscì a fuggire a Roma, ponendosi sotto la protezione di papa Clemente VII, parente della moglie Aloisia Salviati Medici. Clemente VII chiese la grazia per il nipote Sigismondo a Carlo V, durante la cerimonia dell'incoronazione di questi, ma non ottenne risposta. In seguito al protrarsi dell'esilio, il conte si suicidò nel Tevere.